# العلاقة (مسلسل)
العلاقة (بالإنجليزية: The Affair)‏ هو مسلسل تم إنتاجه في الولايات المتحدة. بدأ عرضه في سنة 2014 على شوتايم. كما بلغ عدد حلقاته 10 حلقة، وتبلغ مدة الحلقة الواحدة 60 دقيقة. تم بث المسلسل لأول مرة بتاريخ 12 أكتوبر 2014. فاز المسلسل بجائزة غولدن غلوب لأفضل مسلسل دراما، وفازت روث ويلسون بجائزة أفضل ممثلة في مسلسل دراما في حفل توزيع جوائز الغولدن غلوب الثاني والسبعون عام 2015.

## بطولة
- دومينيك واست
- مورا تيرني

## وصلات خارجية
- العلاقة على موقع IMDb (الإنجليزية)
- العلاقة على موقع ميتاكريتيك (الإنجليزية)
- العلاقة على موقع روتن توميتوز (الإنجليزية)
- العلاقة على موقع فيلمافينيتي (الإسبانية)
- العلاقة على موقع كينوبويسك (الروسية)
- العلاقة على موقع ألو سيني (الفرنسية)
- العلاقة على موقع قاعدة بيانات الفيلم (الإنجليزية)
- الموقع الإلكتروني